# Aeroportul Qilian
Aeroportul Qilian (IATA: HBQ, ICAO: ZLHB) este un aeroport din Qinghai, Republica Populară Chineză ce deservește zona Qilian County⁠(d). Aeroportul a fost tranzitat în 2022 de 1.477 de pasageri.
Situat la o altitudine de 3.150 m, aeroportul dispune de o singură pistă.